# Šėta

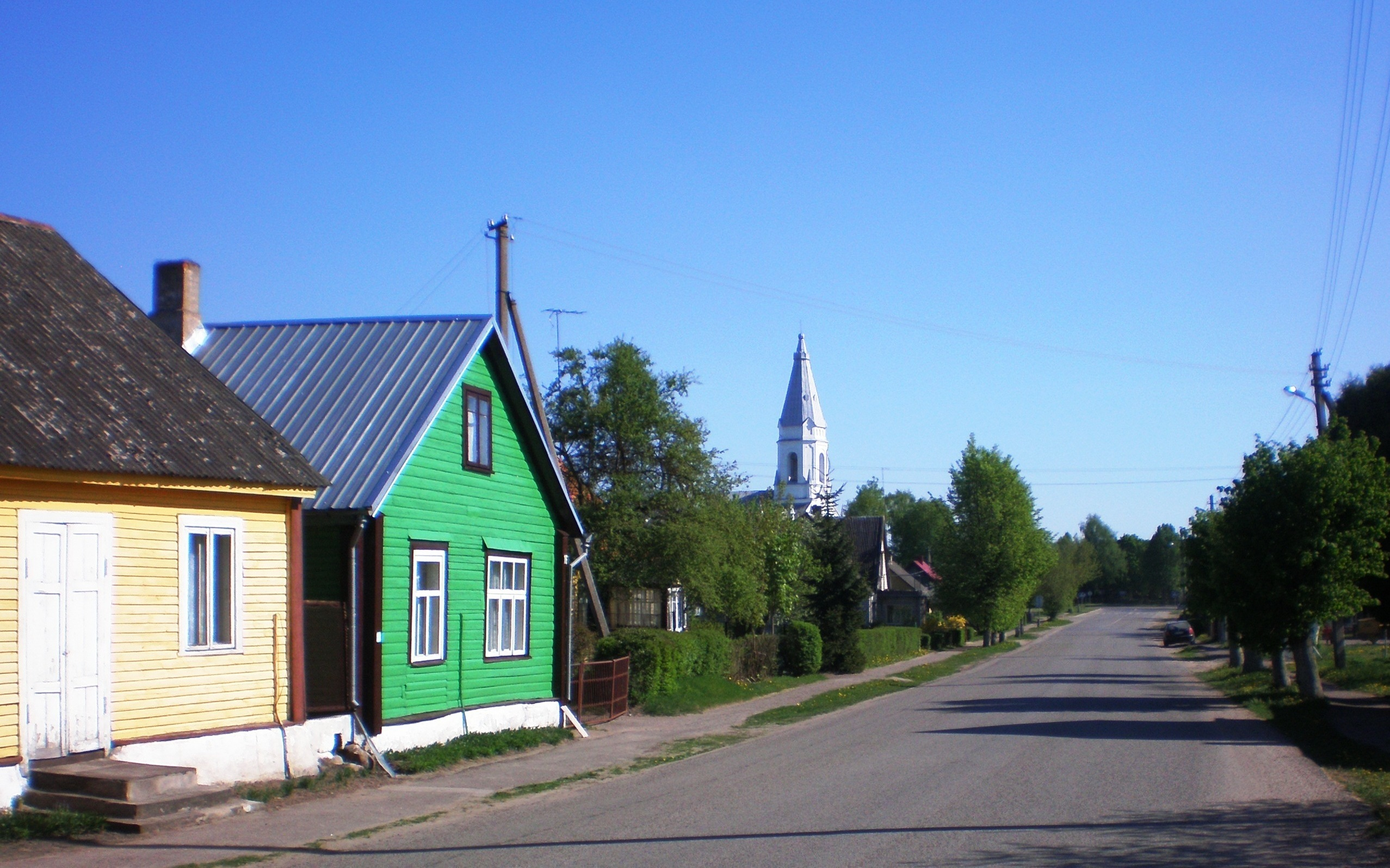
Šėta

Šėta ist ein Städtchen (miestelis) in Litauen, das Zentrum des gleichnamigen Landamtes Šėta der Rajongemeinde Kėdainiai im Bezirk Kaunas.

## Lage und Einwohner
Šėta liegt neben der Straße Kėdainiai-Ukmergė und hat 935 Einwohner. In Šėta befinden sich die Dreifaltigkeitskirche, eine Ambulanz, ein Sozialzentrum, eine Mittelschule Šėta, ein Kulturhaus, eine Post, Agrartechnikhandelsunternehmen und eine Försterei. Durch Šėta fließt die Obelis.

## Geschichte

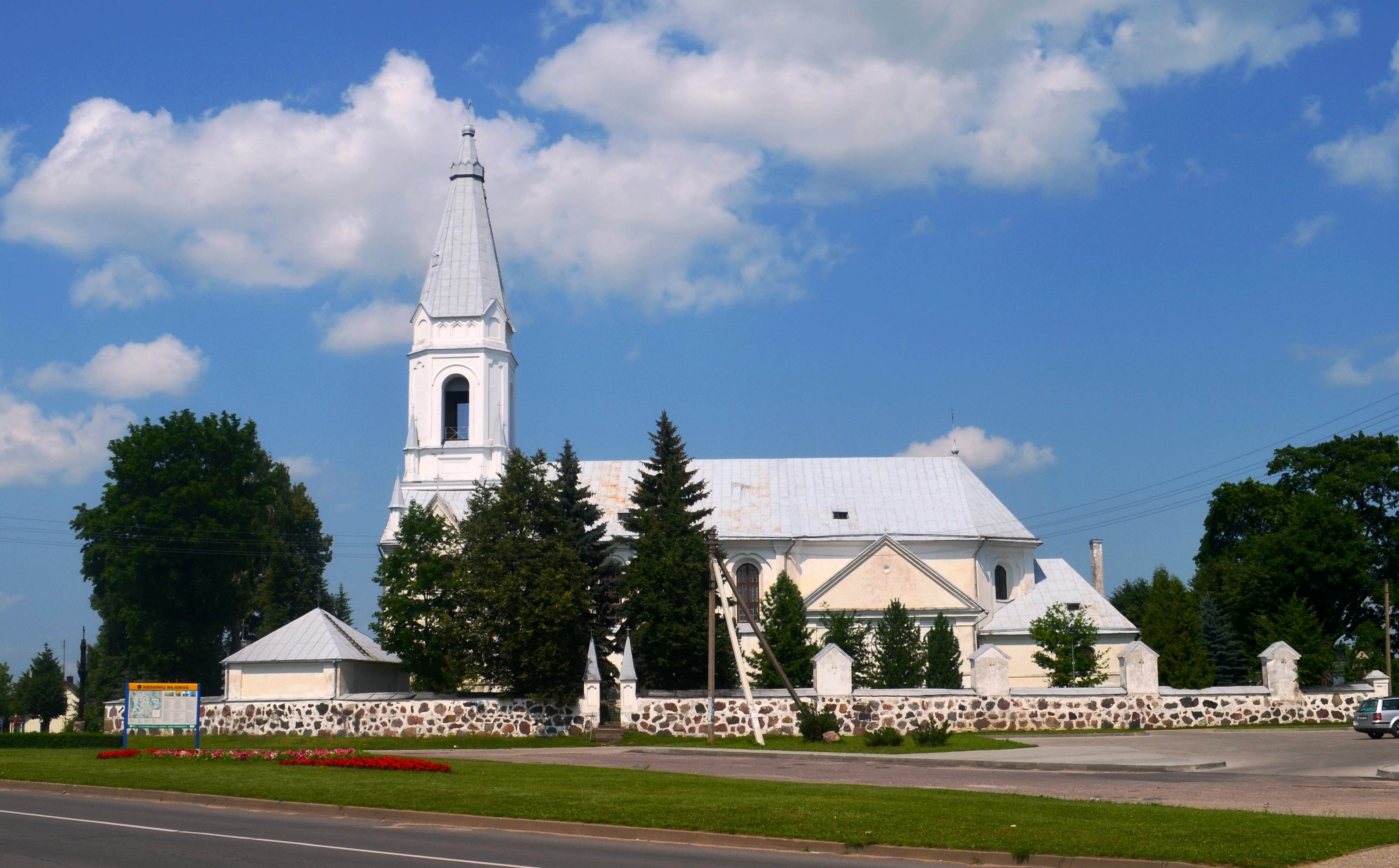
Dreifaltigkeitskirche

1362 und 1367 war hier der Livonische Orden. Seit dem 14. Jahrhundert leben hier Karaimer. 1492 wurde das Städtchen zum ersten Mal urkundlich erwähnt. 1499 wurde die erste Kirche erbaut, die 1782 durch die heutige Dreifaltigkeitskirche ersetzt wurde. Seit 1777 gibt es eine Gemeindeschule. 1880 wurde die Apotheke gegründet.

## Persönlichkeiten
- Saulius Aloyzas Bernardas Kutas (* 1935), Ingenieur und Energiemanager, Politiker, Energieminister
- Virgilijus Valeika (* 1958), Chemiker und Professor der Technischen Universität in Kaunas